# Jinčuan
Jinčuan (pinjin: Yínchuān) je glavno mesto Avtonomne regije Ningšja ljudstva Hui v Ljudski republiki Kitajski. Zgodovinsko je bil Jinčuan glavno mesto nekdanjega Kraljestva zahodnega Šja ljudstva Tanguti. Leži na površini 887.461 kvadratnih kilometrov in skupno 2,29 milijona prebivalcev. Na mestnem poseljenem območju živi 1.487.561 prebivalcev, razporejenih med tremi mestnimi okrožji. Ime mesta dobesedno pomeni "srebrna reka".
S pogledom na Rumeno reko na vzhodu Jinčuan uživa v čudoviti naravni pokrajini in ugodnih pogojih za kmetijstvo ter je zato že dolgo poznan kot "Mesto ob reki na severozahodu" in "Dom rib in riža". Jinčuan je zdaj stalno mesto za kitajsko-arabski izvoz, ki je mednarodna platforma za kulturne in gospodarske izmenjave med Kitajsko in arabskimi državami.
Mesto je tudi dom univerze Ningšja, največje regionalne celovite univerze v okviru projekta 211 v avtonomni regiji Ningšja ljudstva Hui.